# Polizeiruf 110: Söhne Rostocks
Söhne Rostocks ist ein Fernsehfilm aus der Krimireihe Polizeiruf 110. Der vom Norddeutschen Rundfunk produzierte Beitrag ist die 383. Episode des Polizeiruf 110 und der 21. Fall der Ermittler Bukow und König. Die Erstausstrahlung erfolgte am 19. Januar 2020 im Ersten.

## Handlung
Alexander Bukow reagiert auf einen Notruf spät in der Nacht. Im ersten Moment sieht es nach einem Fehlalarm aus, denn Hausbesitzer Michael Norden gibt an, keinen Einbruch gemeldet zu haben. Als Bukow dann doch ein Geräusch wahrnimmt, stolpert plötzlich ein junger Mann auf den Kommissar zu und stirbt in dessen Armen. Michael Norden ergreift daraufhin die Flucht und wird zur Fahndung ausgeschrieben. Da Norden ein bekannter Jungunternehmer ist, findet Bukows Team schnell alle wichtigen Hintergrundinformationen zu dem Gesuchten, der zu seinem ehemaligen Geschäftspartner Stefan Larges flüchtet und von ihm finanzielle Hilfe fordert, um untertauchen zu können. Er hätte eine Warnung erhalten und müsse sich nun in Sicherheit bringen.
Bei dem Opfer handelt es sich um Frank Fischer, der nach den Erkenntnissen der Ermittler ein enger Freund von Norden war. Nach Aussage seiner Freundin hatten beide in letzter Zeit Differenzen. Womit Fischer seinen Lebensunterhalt verdient hat, können die Ermittler zunächst nicht herausfinden. Michael Norden hingegen hat sich in den letzten drei Jahren als sehr erfolgreicher Geschäftsmann erwiesen. Auffallend ist nur, dass er seit kurzem sämtliche Gelder aus seinen Firmen abgezogen hat. Nach Aussage seines ehemaligen Geschäftspartner Stefan Larges hatte Norden finanzielle Probleme und er vermutet, dass Norden sich verspekuliert hat.
Doch nicht nur Bukow und König sind auf der Suche nach Michael Norden, sondern auch dessen 17-jähriger Sohn Jon Hövermann, von dem Norden gar nichts weiß. Jon hat gerade erst erfahren, wer sein Vater ist, und ist deshalb emotional aufgewühlt. Seine Mutter macht sich große Sorgen und bittet Bukow, ihn zu suchen, da auch Jon nun verschwunden ist.
Inzwischen werden in einem Versteck eine Festplatte mit Daten aus Nordens Hauptfirma „Rodi-Time“ und eine große Summe Bargeld gefunden, die offensichtlich der getötete Frank Fischer dort deponiert hatte. Nach Auswertung der Festplattendaten hatte Norden tatsächlich mit Geldtermingeschäften spekuliert und Fischer möglicherweise mit diesen Daten eigene Geschäfte gemacht. Ebenso wird ein Auto gefunden, in dessen Kofferraum Blut von Fischer nachgewiesen wird. Damit ist geklärt, wie das schwer verletzte Opfer bis zu Nordens Grundstück gelangen konnte. Der Wagen gehört Gunter Engels, einem aktenkundigen Drogendealer. Als die Ermittler ihn finden, ist er tot, offensichtlich an einer Überdosis gestorben, die ihm sehr wahrscheinlich von Michael Norden gewaltsam verabreicht wurde, der nun weiterhin auf der Flucht ist. Als Jon seinen Vater endlich findet, bekommt er einen Eindruck von dessen Verzweiflung und erfährt, dass Larges seinen besten Freund hatte umbringen lassen, nur um ihn am Boden zu sehen. Um Jon nicht zu gefährden, bringt er ihn zu seiner Mutter zurück und will selber ins Ausland fliehen. Doch Bukow und König fangen ihn auf der Fähre ab und nehmen ihn fest.
Michael Norden gesteht, vor Larges auf der Flucht zu sein. Der hätte es nicht verwunden, dass Norden aus seiner Firma ausgestiegen wäre und dabei mehr mitgenommen hätte, als ihm zustand. Larges hätte auch Fischer nur benutzt und als der dies merkte, wollte er Larges und seine Geldtermingeschäfte auffliegen lassen. Deshalb hätte er sterben müssen.
Jon ist inzwischen auf dem Weg zu Larges. In der Hoffnung so die Anerkennung seines Vaters zu bekommen, will er seinen Widersacher zur Rechenschaft ziehen. Als Bukow und König das erfahren, machen sie sich auf den Weg zu Larges Villa und nehmen auch Norden mit, der seinen Sohn gerade noch davon abhalten kann, zum Mörder zu werden.
In einer Nebenhandlung nimmt Guido Wachs (aus der früheren Episode Für Janina) über seinen Anwalt Kontakt zu König auf. Nach Jahren der Haft will er seine Unschuld beweisen. König macht das ganze zunehmend nervös, denn sie hatte seinerzeit Beweise manipuliert, um Wachs Verurteilung zu erreichen. Da sie ihm für den Mord, den er sehr wahrscheinlich auch begangen hatte, nichts stichhaltig beweisen konnte, hatte sie ihm einen anderen untergeschoben, gegen den er nun, berechtigterweise, juristisch vorgehen will. Bukow rät ihr allerdings, ruhig zu bleiben und nicht die Nerven zu verlieren.

## Hintergrund
Der Film wurde an 22 Drehtagen vom 18. Februar 2019 bis zum 20. März 2019 in Rostock und Hamburg gedreht.

## Rezeption

### Einschaltquoten
Die Erstausstrahlung von Söhne Rostocks am 19. Januar 2020 wurde in Deutschland insgesamt von 8,80 Millionen Zuschauern gesehen und erreichte einen Marktanteil von 24,5 Prozent für Das Erste.

### Kritiken
Christian Buß von Spiegel Online meinte: „Rostock hat den Blues: Die ‚Polizeiruf‘-Ermittler jagen einem dubiosen Geschäftsmann durch Absturzkneipen und Abrisshäusern hinterher. Stimmungsvoller Zwielicht-Krimi.“
Bei der Süddeutschen Zeitung urteilte Holger Gertz: „wie Hübner und Sarnau immer miteinander umgehen, so lebensecht und original unausgeschlafen – das macht auch aus einem soliden Stück dann doch wieder was Besonderes.“
Rainer Tittelbach von Tittelbach.tv schrieb: „Überzeugend ist ‚Söhne Rostocks‘ vor allem als Porträt eines Glücksritters, als ein Drama, das weitgehend ohne den Drive und die Dynamik anderer Filme der Reihe auskommt. Christian von Castelbergs Film nach dem Buch von Markus Busch steckt voller starker Augenblicke: mal sind es Spielszenen, realistische Miniaturen, in denen selbst Nebenfiguren eine große psychophysische Präsenz bekommen, mal sind es markante Bilder, die dem winterlichen Schmuddelwetter Farb- und Lichtmomente abtrotzen.“
Heike Hupertz von der FAZ kam zu dem Urteil: „Dieser ‚Polizeiruf‘ ähnelt mehr und mehr der wilden Jagd nach dem Gral der Motivation, die ihre Jünger frisst. Die Kamera von Martin Farkas hält dagegen und gestaltet mehr die Schlaglichter der Szenerie, Genauigkeit ausleuchtend bis in die abblätternden Tapetenwinkel des Altbaus von Nordens Jugendliebe Beate Hövermann.“